# Browarky (rejon mirhorodzki)
Browarky (ukr. Броварки) – wieś na Ukrainie, w obwodzie połtawskim, w rejonie mirhorodzkim, w hromadzie Wełyki Budyszcza. W 2001 liczyła 451 mieszkańców.